# Yisela Cuesta
Yisela Cuesta Bejarano (Bello, 27 settembre 1991) è una calciatrice colombiana, attaccante del Ferroviária e della nazionale colombiana.

## Carriera

### Nazionale
Cuesta è tra le 25 calciatrici convocate dalla Federcalcio colombiana nel ritiro di inizio maggio 2015 dove il commissario tecnico Fabián Taborda sceglierà la rosa in occasione della seconda partecipazione della nazionale colombiana al campionato mondiale femminile di calcio, quello di Canada 2015, confermandola poi nella lista definitiva. Durante il torneo Taborda la impiega solo qualche minuto, quando all'87' rileva Diana Ospina nell'incontro del gruppo F, pareggiato 1-1 con il Messico nella fase a gironi, condividendo con le compagne il percorso che vede la Colombia passare il turno come migliore tra le terze classificate per poi venire eliminata dagli Stati Uniti agli ottavi di finale.

## Palmarès

### Competizioni interstatali
- Campionato Mineiro femminile: 1

Atlético Mineiro: 2022

### Nazionale
- Giochi panamericani: 1

2019